# 杰伊·爱德华兹
杰伊·查尔斯·爱德华兹（英語：Jay Charles Edwards，1969年1月3日—），美国NBA联盟前职业篮球运动员。他在1989年的NBA选秀中第2轮第33顺位被洛杉矶快船选中。